# Cerro el Chivo
Cerro el Chivo är en ort i Mexiko.   Den ligger i kommunen Santa María Huazolotitlán och delstaten Oaxaca, i den sydöstra delen av landet, 400 km söder om huvudstaden Mexico City. Cerro el Chivo ligger 42 meter över havet och antalet invånare är 169.
Terrängen runt Cerro el Chivo är kuperad österut, men västerut är den platt. Runt Cerro el Chivo är det ganska glesbefolkat, med 26 invånare per kvadratkilometer. Närmaste större samhälle är Santiago Pinotepa Nacional, 19,4 km nordväst om Cerro el Chivo. I omgivningarna runt Cerro el Chivo växer i huvudsak lövfällande lövskog.